# Психоанализа на отношенията
Психоанализата на отношенията е школа на психоанализата в САЩ, която подчертава ролята на реалните и въображаеми отношения с другите в душевните разстройства и психотерапия.
Психоанализата на отношенията се развива в началото на 80-те като опит да се интегрира ударението на междуличностната психоанализа върху детайлното изследване на междуличностните взаимодействия с британската теория на обектните отношения – усъвършенствани идеи за психологическото значение на интернализираните отношения с други хора. Поддръжниците на теорията разискват, че личността произлиза от матрицата на ранни формиращи отношения с родители и други фигури. Философски психоанализата на отношенията е близък съюзник със социалния конструктивизъм.
Важно различие между теория на отношенията и традиционното психоаналитично мислене е теорията за мотивацията на първото. Фройдистката теория, с няколко изключения, постулира, че човешкото същество е мотивирано от сексуални и агресивни нагони. Тези нагони са биологически вкоренени и вродени. Те в основата си не се оформят от опита.
|  | Тази страница частично или изцяло представлява превод на страницата Relational psychoanalysis в Уикипедия на английски. Оригиналният текст, както и този превод, са защитени от Лиценза „Криейтив Комънс – Признание – Споделяне на споделеното“, а за съдържание, създадено преди юни 2009 година – от Лиценза за свободна документация на ГНУ. Прегледайте историята на редакциите на оригиналната страница, както и на преводната страница, за да видите списъка на съавторите. ВАЖНО: Този шаблон се отнася единствено до авторските права върху съдържанието на статията. Добавянето му не отменя изискването да се посочват конкретни източници на твърденията, които да бъдат благонадеждни. |